# Matas Cimbolas
Matas Cimbolas (* 15. April 1993 in Alytus) ist ein professioneller litauischer Pokerspieler. Er gewann 2014 das Main Event der World Poker Tour.

## Persönliches
Cimbolas studierte Wirtschaftswissenschaften an der Universität Vilnius, brach das Studium jedoch ab, um als professioneller Pokerspieler in London zu leben.

## Pokerkarriere
Cimbolas spielt online unter den Nicknames bebaimis777 (PokerStars sowie partypoker), SeRG3nT (PokerStars.FR), serg3nt (888poker), pandinho (Americas Cardroom) und SeRGaenT777 (Full Tilt Poker). Im Jahr 2016 stand er zeitweise unter den Top 20 des PokerStake-Rankings, das die erfolgreichsten Onlinepoker-Turnierspieler weltweit listet.
Seine erste Geldplatzierung bei einem Live-Turnier erzielte Cimbolas Ende Oktober 2013 in London. Mitte November 2014 gewann er das Main Event der World Poker Tour (WPT) in Nottingham und sicherte sich eine Siegprämie von 200.000 Britischen Pfund. Anfang Februar 2015 erreichte er beim Main Event der European Poker Tour (EPT) in Deauville den Finaltisch und belegte den mit knapp 60.000 Euro dotierten achten Platz. Bei den Sky Poker UK Poker Championships wurde der Litauer im Februar 2015 in Nottingham Vierter im Main Event und gewann anschließend das High-Roller-Event, was ihm Preisgelder von 115.000 Pfund einbrachte. Ende Mai 2015 war er erstmals bei der World Series of Poker (WSOP) im Rio All-Suite Hotel and Casino am Las Vegas Strip erfolgreich und kam bei zwei Turnieren der Variante No Limit Hold’em in die Geldränge. Im Juli 2016 erreichte Cimbolas seinen ersten WSOP-Finaltisch, den er auf dem mit knapp 85.000 US-Dollar dotierten fünften Platz beendete. Beim EPT High Roller in Prag wurde er Mitte Dezember 2016 Siebter und erhielt knapp 130.000 Euro. Ende November 2017 belegte der Litauer beim Main Event der Rock ’n’ Roll Poker Open in Hollywood, Florida, den zweiten Platz für mehr als 260.000 US-Dollar. Das WPT-Main-Event im Aria Resort & Casino am Las Vegas Strip beendete er Ende Mai 2018 ebenfalls als Zweiter, was mit rund 265.000 US-Dollar bezahlt wurde. Anfang März 2019 landete er beim WPT-Main-Event in Los Angeles nach verlorenem Heads-Up gegen David „ODB“ Baker erneut auf dem zweiten Platz und erhielt sein bisher höchstes Preisgeld von knapp 650.000 US-Dollar. Zwei Wochen später saß Cimbolas beim Main Event der partypoker Millions South America in Rio de Janeiro am Finaltisch und beendete das Turnier als Dritter für rund 560.000 US-Dollar. Das WPT-Main-Event in Los Angeles, das im Februar 2020 begann und dessen Finaltisch aufgrund der COVID-19-Pandemie erst im Mai 2021 ausgespielt wurde, beendete der Litauer als Zweiter und erhielt rund 600.000 US-Dollar. Im November 2021 gewann der Litauer im Venetian Resort Hotel am Las Vegas Strip ein Turnier der DeepStack Championship Poker Series mit einem Hauptpreis von rund 310.000 US-Dollar.
Insgesamt hat sich Cimbolas mit Poker bei Live-Turnieren mehr als 5,5 Millionen US-Dollar erspielt und ist damit nach Tony G der zweiterfolgreichste litauische Pokerspieler.